# Национальная идея
Национальная идея в философии[чьей?][какой?] — систематизированное обобщение национального самосознания. 
Национальная идея определяет смысл существования того или иного народа, этноса или нации. Она может выражаться посредством художественных произведений или различных философских текстов. (недоступная ссылка)

## Назначение
Национальная идея призвана дать ответ на ряд вопросов, характеризующих народ. В частности, вопрос истории и возникновения нации, а также вопрос об исторической миссии и о смысле существования.
Часто национальная идея имеет религиозный аспект, так как религия является одним из мощных факторов, способствующих объединению народа.

## Определения
Философ Владимир Соловьёв так определил национальную идею:
Идея нации есть не то, что она сама думает о себе во времени, но то, что Бог думает о ней в вечности.
Мнение писателя Александра Солженицына:
Термин «национальная идея» не имеет чёткого научного содержания. Можно согласиться, что это — когда-то популярная идея, представление о желаемом образе жизни в стране, владеющее её населением. Такое объединительное представление, понятие может оказаться и полезным, но никогда не должно быть искусственно сочинено в верхах власти или внедрено насильственно. 

По мнению  идеолога украинского национализма Д. И. Донцова :
Те моральные идеи хороши, которые идут впрок в конкурентной борьбе за существование … доброе поведение это такое, которое идёт впрок роду, злое — во вред ему.

Эта идея непримирима, бескомпромиссна, груба, фанатична, аморальна. Она руководствуется только тем, что в интересах вида (англ. species). Этими признаками отличается каждая большая национальная идея, и это, а не что другое, даёт ей такую взрывную силу в истории.

## В России
- В 2012—2013 годах прошёл конкурс арт-концепций «Национальная идея России».[6][7]
- 2014 — Государственная Дума РФ приняла закон, дополняющий Уголовный кодекс России статьёй 354.1 «Реабилитация нацизма»[8]. По мнению историка О. В. Будницкого это законодательное действие объясняется стремлением некоторых депутатов найти национальную идею путём фиксации «единственно правильной версии развития событий во время Второй мировой войны».[9]
- 3 февраля 2016 года на встрече В. В. Путина с активом Клуба лидеров Президент отметил, что патриотизм является национальной идеей России и также уточнил:

Она не идеологизирована, это не связано с деятельностью какой-то партии или какой-то страты в обществе. Это связано с общим объединяющим началом. Если мы хотим жить лучше, нужно, чтобы страна была более привлекательной для всех граждан, более эффективной, и чиновничество, и госаппарат, и бизнес – все должны быть более эффективными. Как Вы сказали, мы работаем на страну, понимая под этим не нечто аморфное, как ещё в советское время было, такая «давленка» со стороны государства – сначала страна, а потом неизвестно кто. Страна – это люди, вот в этом смысле «на страну». И другой идеи мы не придумаем, и придумывать не надо, она есть. Предложение правильное, надо только понять, как его оформить и запустить.— стенограмма встречи В. В. Путина с активом Клуба лидеров